# Hannah Sen
Hannah Sen (geboren 1894; gestorben 1957) war eine indische Juristin, Lehrerin, Psychologin und Frauenrechtlerin jüdischen Glaubens.

## Leben
Hannah war die Tochter von Abhijit Guha, einem hinduistischen und zum Judentum konvertierten Anwalt in Kalkutta, sowie dessen Frau, die aus einer Familie des Baghdadi-Judentums stammte. Wie ihre Schwester Regina wurde Hannah im jüdischen Glauben erzogen.
Bereits als junge Frau fiel sie dem Dekan der Universität von Kalkutta auf, der sie förderte und ihr das Jurastudium ermöglichte, welches Hannah mit Auszeichnung abschloss. Anschließend wählte sie jedoch die Laufbahn als Lehrerin und leitete ab 1922 als erste einheimische Frau eine High School für Mädchen in Bombay.
Nach der Heirat mit dem hinduistischen Arzt Sen kam Hannah Sen nach London, wo sie ihr Lehrerdiplom erhielt, im Bereich der Psychologie forschte und Kontakt zu britischen Frauenorganisationen fand. Sie hielt öffentlich Reden und Vorträge über die Lage von Frauen im indischen Kastenwesen und warb um Verständnis für die Freiheitsbewegung in Indien. Dies gipfelte 1929 in der von ihr gegründeten Indo-British Mutual Welfare League. Sens Unterstützung der indischen Nationalidee wurde von ihrer Baghdadi-Familie und deren Umfeld abgelehnt.
1932 kehrte sie nach Indien zurück und gründete dort in New Delhi das Lady Irwin College of Home Science, welchem sie bis 1947 vorstand, und wo sie sich um den Aufbau indischer Heimat- und Volkskunde bemühte. Als der Indisch-Pakistanische Krieg ausbrach, begann sie im Dienst des Flüchtlingsministeriums mit der Arbeit in den Flüchtlingslagern, wo sie sich um entwurzelte Kinder und Frauen kümmerte.
Nach dem Kriegsende 1949 vertrat sie Indien auf internationalen Konferenzen, bei der UNESCO und der UNCSW.
Nach wie vor mit der jüdischen Gemeinde verbunden, beteiligte sie sich beim Bau der Synagoge von New Delhi.